# NK Zelčin
NK Zelčin je nogometni klub iz Zelčina, naselja u sastavu grada Valpova u Osječko-baranjskoj županiji.
NK Zelčin je član Nogometnog središta Valpovo te Županijskog nogometnog saveza Osječko-baranjske županije.
U klubu treniraju trenutačno i natječu se samo seniori i to u sklopu 2. ŽNL Osječko-baranjske NS Valpovo.

## Uspjesi kluba
2012./13. – prvak 3. ŽNL Liga NS Valpovo.

## Vanjske poveznice
- Službene stranice grada Valpova